# 5672 Libby
5672 Libby este o planetă minoră (asteroid), cu un diametru de 6,602 km, din centura de asteroizi. A fost descoperită pe 6 martie 1986 la observatorul Lowell⁠(d) de Edward L. G. Bowell și a fost numită după Willard Libby. 
Obiectul prezintă o orbită caracterizată de o semiaxă mare de 2,4104444 UAi, o excentricitate de 0,05, o înclinație de 10,21782 ° în raport cu ecliptica.